# Пянка (струмок)
Пянка — струмок  в Україні, у  Долинському районі Івано-Франківської області, правий доплив Мизунки (басейн Дністра).

## Опис
Довжина струмка приблизно  6 км. Формується з багатьох безіменних струмків та 1 струмка Троян.  

## Розташування
Бере  початок на північному сході від села Мислівки . Тече переважно на північний схід і впадає у річку Мизунку, ліву притоку Свічі.